# Saki (gromada)
Saki – dawna gromada, czyli najmniejsza jednostka podziału terytorialnego Polskiej Rzeczypospolitej Ludowej w latach 1954–1972.
Gromady, z gromadzkimi radami narodowymi (GRN) jako organami władzy najniższego stopnia na wsi, funkcjonowały od reformy reorganizującej administrację wiejską przeprowadzonej jesienią 1954 do momentu ich zniesienia z dniem 1 stycznia 1973, tym samym wypierając organizację gminną w latach 1954–1972.
Gromadę Saki z siedzibą GRN w Sakach utworzono – jako jedną z 8759 gromad – w powiecie hajnowskim w woj. białostockim, na mocy uchwały nr 16/V WRN w Białymstoku z dnia 4 października 1954. W skład jednostki weszły obszary dotychczasowych gromad Saki, Suchowolce i Zaleszany ze zniesionej gminy Kleszczele, oraz Jelonka i Toporki ze zniesionej gminy Dubicze Cerkiewne w tymże powiecie. Dla gromady ustalono 13 członków gromadzkiej rady narodowej.
31 grudnia 1959 gromadę Saki zniesiono, włączając jej obszar do gromad Kleszczele (wsie Saki, Suchowolce i Zaleszany) i Dubicze Cerkiewne (wsie Jelonka i Toporki oraz obszar lasów państwowych N-ctwa Bielsk obejmujący oddziały 153—176).